# Џерлин Тали
Џерлин Тали (енгл. Jeralean Talley; Монтроуз, 23. мај 1899 — Инкстер, 17. јун 2015) била је америчка суперстогодишњакиња која је према гинисовој књизи рекорда носила титулу најстарије живе особе на свету у периоду од 6. априла до 17. јуна 2015. године.

## Биографија
Џерлин Тали рођена је у Монтроузу, Џорџија, Сједињене Америчке Државе, 23. маја 1899. године. Свој рани живот провела је живећи на фарми, брајући памук и кикирики, и ископавајући слатки кромпир из земље. 1935. године, преселила се у Инкстер у Мичигену, где је од тада боравила. 1936. године, удала се за Алфреда Талија (1893–1988). Заједно су имали једно дете, ћерку по имену Телма Холовеј, која је рођена 1937. године. Џералан и Алфред остали су у браку 52 године, све до његове смрти у 95. години живота, 17. октобра 1988. године.
Била је побожна хришћанка и члан Мисионарске баптистичке цркве Новог Јерусалима. У мају 2013. године, чланови цркве организовали су прославу њеног 114. рођендана уз послужење и трпезу, а такође је добила и писмо од председника Барака Обаме, који јој је честитао што је „део изванредне генерације“.
6. априла 2015. године, након смрти 116-годишње Гертруде Вивер, постала је најстарија жива особа у Сједињеним Америчким Државама и на свету.
Џерлин Тали преминула је у Инкстеру, Мичиген, Сједињене Америчке Државе, 17. јуна 2015. године, у доби од 116 година и 25 дана. Након њене смрти, тада 115-годишња Сузана Мушат Џоунс, преузела је титулу најстарије живе особе у Сједињеним Америчким Државама и на свету. 